# Потолочный вентилятор

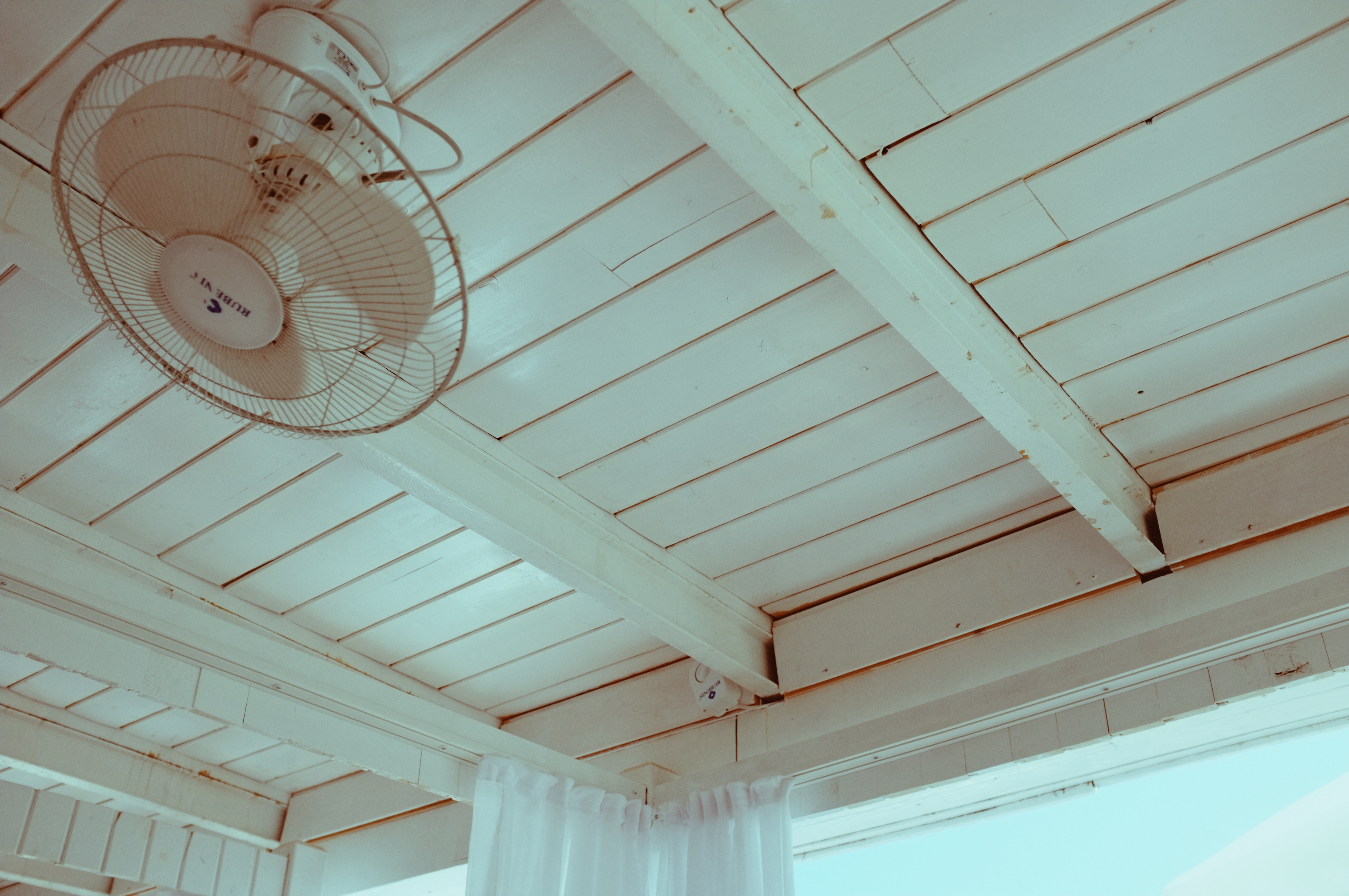
потолочный вентилятор с защитной решёткой

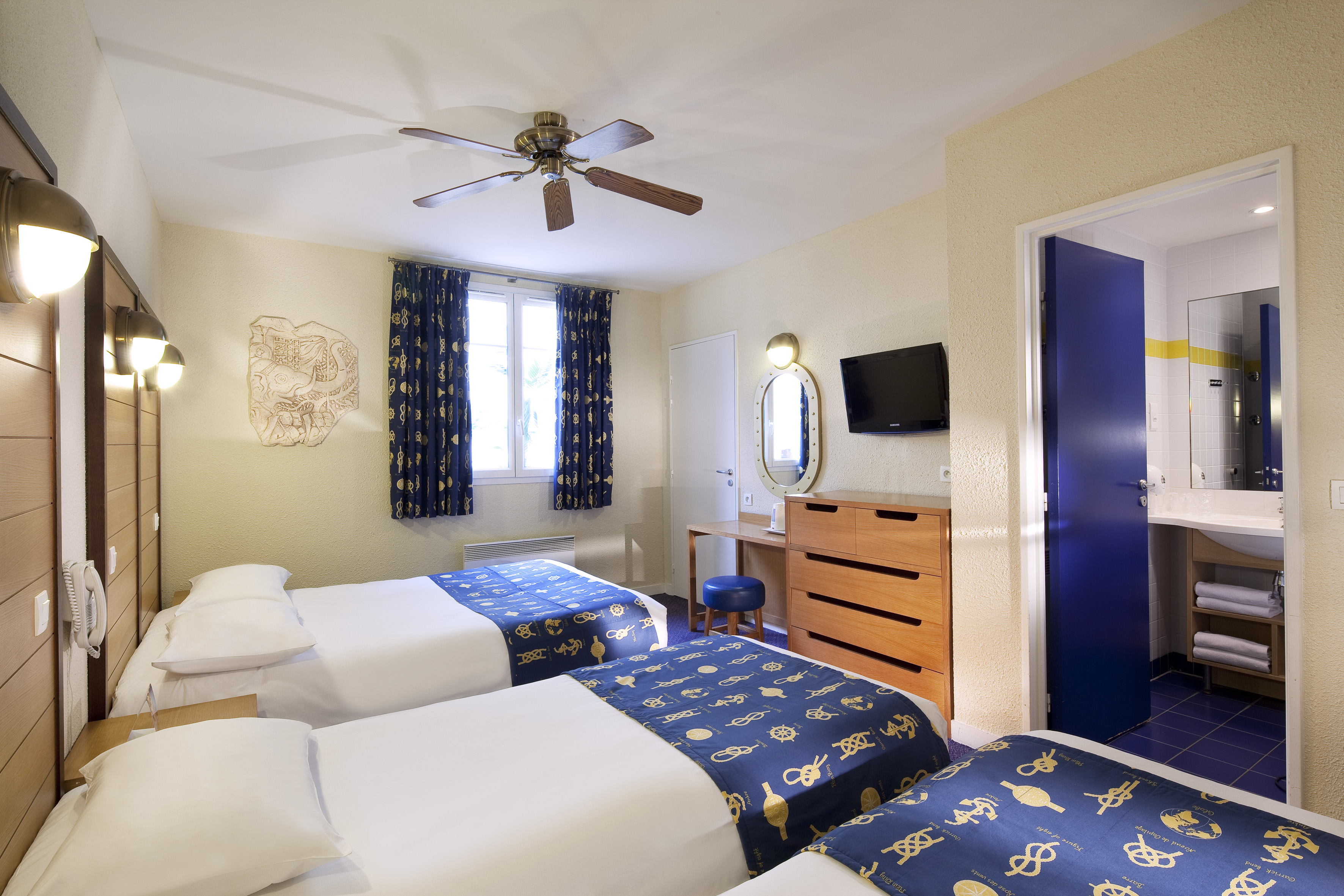
потолочный вентилятор в гостинице

Потолочный вентилятор, Люстра-вентилятор, Потолочник (сленг) (англ. ceiling fan) — вентилятор, который монтируется на потолке, основной функцией которого является прогон воздушных масс с целью охлаждения. Этот эффект охлаждения заключается в рассеивании тепла в окружающую среду.

## История возникновения
Попытки создания механического устройства, способного создать естественный поток воздуха, предпринимались с незапамятных времён. Первым приспособлением, решающим эту задачу, был обыкновенный веер, использовавшийся ещё в древнем Китае. Последующие научные изыскания и технические усовершенствования не слишком изменили простую и гениальную идею веера, сведя её в итоге к такому устройству, как потолочный вентилятор.

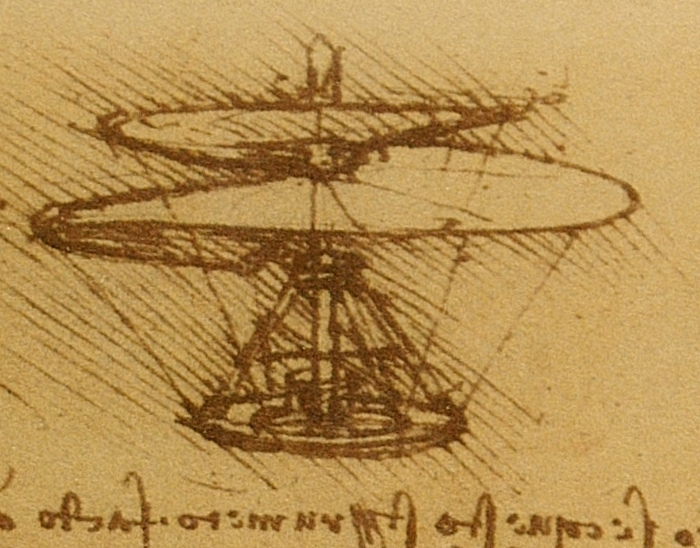
Вертолёт Леонардо Да Винчи

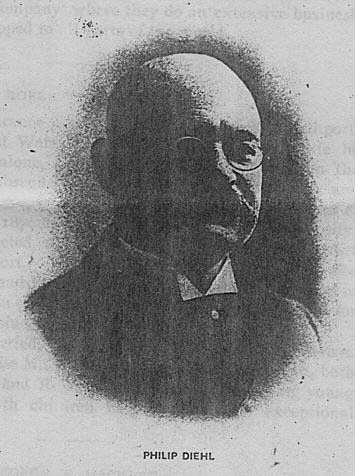
Филип Диель

Первые технически сложные машины для перемещения воздуха появились в Средние века в Европе. Прообразом потолочного вентилятора можно в какой-то мере считать вертолёт Леонардо да Винчи: летать это техническое средство, увы, не могло, но ветер создавало изрядный.
Первые потолочные вентиляторы появились в Соединённых Штатах после Гражданской войны в конце 1860-х годов. В то время они работали без электродвигателя. Вместо него использовали механическую энергию воды: водяное колесо связывали с системой ремней, которая, в свою очередь, была связана с 2-х лопастным вентилятором. Такая система могла обеспечивать работу сразу нескольких потолочных вентиляторов. На тот момент данное изобретение было единственным в сфере «охлаждения воздуха», благодаря чему оно стало достаточно популярным в магазинах, ресторанах и офисах. Некоторые из этих систем сохранились и до наших дней. Их можно увидеть в южных районах Соединённых Штатов, где они изначально появились.
Потолочный вентилятор с электрическим приводом был изобретён в 1882 году Филиппом Диелем. Диель принимал участие в проектировании электродвигателя для первых швейных машин Зингера, и в 1882 году адаптировал его для использования в потолочных вентиляторах. «Электровентилятор Диеля» работал, как большинство современных потолочных вентиляторов, однако теперь каждый вентилятор имел свой собственный двигатель, что устраняло необходимость в дорогостоящих и громоздких системах ремней.
У Диеля практически сразу возникли серьёзные проблемы из-за жёсткой конкуренции на рынке, так как потолочные вентиляторы пользовались огромным спросом среди населения. Конкуренция подвигала его вносить новые улучшения и дорабатывать своё изобретение.
Следствием таких улучшений стала «Люстра Диеля», представлявшая собой комплект светильников, крепившийся на корпусе потолочного вентилятора. Светильники компенсировали световые изъяны, связанные с мельканием лопастей, так называемую «бегающую тень», и, кроме того, обеспечивали дополнительное освещение в помещении.
К началу Первой мировой войны большинство потолочных вентиляторов имело уже четыре лопасти вместо двух первоначальных.
Со временем, благодаря появлению новых подшипников, вентиляторы стали работать гораздо тише и смогли перемешивать большие объёмы воздуха, тем самым более эффективно используя потребляемую энергию.
К 1920 г. потолочные вентиляторы стали обычным явлением в Соединённых Штатах, и начали распространяться на международном рынке. Однако во времена Великой депрессии в США они стали выходить из моды. К концу Второй мировой войны потолочные вентиляторы и вовсе исчезли с американского рынка, и так было до середины 1950-х.
В Соединённых Штатах потолочные вентиляторы стали рассматриваться как дань прошлому, уступив место кондиционерам. Но вместе с тем, они были достаточно популярны в других странах, особенно там, где преобладал тёплый климат, и где жители не могли себе позволить покупку энергопотребляющих и дорогостоящих кондиционеров.
В 1960-х годах несколько производителей из Азии начали экспортировать свои потолочные вентиляторы в Соединённые Штаты. На первых порах экспорт был довольно мал. Толчок рынку дал энергетический кризис в конце 1970-х: потолочные вентиляторы снова начали завоевывать рынок, поскольку потребляли гораздо меньше энергии, чем кондиционеры.
Видя коммерческий успех азиатских производителей, многие американские компании начали выпускать, а в дальнейшем значительно увеличивать объёмы производства потолочных вентиляторов в Штатах.
В течение второй половины 1970-х и до конца 1980-х потолочные вентиляторы оставались популярными на американском рынке. Множество малых американских производителей, большинство из которых являлись довольно молодыми компаниями, выпускали эту продукцию. На протяжении 1980-х соотношение между продажами потолочных вентиляторов американских и азиатских производителей резко изменилось. Дороговизна комплектующих, производимых в Штатах, и высокая стоимость труда способствовали существенному росту цен, в результате чего американская продукция уже не могла конкурировать с азиатскими потолочными вентиляторами.
К тому же, с начала и до середины 1990-х продажи потолочных вентиляторов уменьшились, вследствие постоянного снижения стоимости кондиционеров. С сокращением объёмов продаж, сократилось финансирование исследований и разработок в области потолочных вентиляторов. Как раз тогда стандартные компоненты, такие как лопасти из цельного дерева, фиксирующиеся на корпусе вентилятора, высококачественные двигатели и литые стальные корпуса, были заменены на дешевые, стандартизированные детали.

## В СССР

Этот старинный советский потолочный вентилятор, чудом сохранившийся в офисном помещении, соседствует с современным светильником.

Потолочные вентиляторы не получили распространения в СССР в качестве бытовых, зато они стали столь же неотъемлемой частью интерьера советского магазина, как электронные весы 1261ВН-3ЦТ «Дина». Однако, если сохранившихся экземпляров последних, по всей видимости, не осталось, то потолочные вентиляторы советской эпохи иногда всё же встречаются в рабочем, подчас, идеальном состоянии. Интересной особенностью советских потолочных вентиляторов было то, что асинхронный электродвигатель был вывернут наизнанку: многополюсный статор находился внутри, а массивный ротор — снаружи, и лопасти крепились непосредственно к телу ротора.

## Нормы и требования
В некоторых случаях применение потолочных вентиляторов является обязательным и предписывается нормативными документами:
«В районах с расчётной температурой наружного воздуха в тёплый период года выше 25°С (параметр А), в помещениях с постоянным пребыванием людей, следует предусматривать установку потолочных вентиляторов для повышения скорости движения воздуха до 0,3 — 0,5 м/с.» (Административные и бытовые здания СНиП 2.09.04-87 п.п. 4.6.)

## Устройство потолочного вентилятора
Потолочный вентилятор состоит из следующих ключевых компонентов:
- Электродвигатель — как правило, тихоходная однофазная асинхронная машина с несколькими десятками полюсов.
- Корпус потолочного вентилятора — декоративный корпус, «охватывающий» потолочный вентилятор. Обычно изготавливается из пластика или металла.
- Лопасти вентилятора. У потолочных вентиляторов может быть разное количество лопастей, у самых распространённых моделей их от трёх до шести. Однако некоторые мастерские изготавливают вентиляторы, которые больше подчеркивают интерьерные особенности помещений, чем перемешивают воздух. Снижение технических показателей у таких моделей вполне объяснимо: просто некоторые аэродинамические тонкости принесены в жертву оригинальному дизайну. У таких потолочных вентиляторов может быть сколько угодно лопастей: и одна, и восемь, и пятнадцать. При изготовлении и оформлении лопастей используются различные способы декоративной отделки и множество материалов: металл, пластик, МДФ, натуральное дерево и другие.
- Скоба или планка крепления вентилятора. Скоба, планка (или на сленге «утюг») предназначена для крепления лопастей к корпусу потолочного вентилятора. Обычно изготавливается из металла.
- Устройства крепления вентилятора к потолку

Достаточно часто при монтаже используют систему «ball-and-socket» (система «шара и гнезда»). В такой системе присутствует пластиковое или металлическое полушарие, которое закрепляется на конце штанги. В полушарии есть паз под металлическую скобу. Полушарие крепко прижимается к штанге, а монтажная пластина с помощью скобы одевается на полушарие. Некоторые компании придумали модификации этой системы.
Часто при монтаже используют систему J- образного крюка. На практике применяют два варианта:
Первый вариант: J-крюк — это шпилька, на одном конце которой резьба, а другая загнута больше чем на 90°.
Такой способ монтажа используют, если есть возможность крепления с применением шпилечного соединения.
Второй вариант: J-крюк — это саморез, на одном конце которого резьба со сверлом, а другой загнут больше, чем на 90°.
Такой способ используется, если есть возможность закрутить крюк в потолок (с дюбелем или без него).
- Штанга потолочного вентилятора. Предназначена для изменения расстояния от потолка до лопастей вентилятора. В комплекте с потолочным вентилятором, как правило, поставляется штанга длиной до 0,5 м. Однако, при необходимости можно смонтировать укороченный (до 0,25м) или удлинённый (до 1,5м) вариант штанги. При выборе штанги следует учитывать, что высота от пола до лопастей потолочного вентилятора должна быть не менее 2,3 м.
- Колпаки потолочного вентилятора. На многих моделях присутствует два колпака: верхний и нижний.

Нижний — расположен внизу штанги (над корпусом вентилятора). Служит для того, чтобы скрывать провода, клеммную коробку, такие части как конденсатор, внутренние компоненты регулировки и т. д.
Верхний — расположен у самого потолка на верхней части штанги. Служит для того, чтобы скрывать устройство крепления потолочного вентилятора к потолку и монтажные провода. Обычно колпаки выполнены из пластика или металла.
- Декоративные элементы потолочных вентиляторов. Служат для скрытия винтов, с помощью которых лопасти крепятся к «утюгам». Выполнены из пластика, металла или иного материала.
- Переключатели, регуляторы скорости, контроллеры, пульты ДУ вентилятора

Различают несколько видов регулировки вентиляторов:
Регулировка на корпусе потолочного вентилятора.
Большинство моделей потолочных вентиляторов являются реверсивными, что позволяет выбрать направление создаваемого ими воздушного потока — вниз или вверх. Для реализации этой функции на корпусах вентиляторов предусмотрены переключатели. Так же эти вентиляторы, как правило, оснащены шнурами-переключателями, один из которых позволяет включить или выключить светильник (если таковой имеется), а другой — выбрать одну из нескольких возможных скоростей вращения лопастей вентилятора.
Регуляторы скорости 3-х, 5-ти скоростные (трансформаторные) и плавные (тиристорные), пульты ДУ. Регуляторы скорости позволяют переключать скорости потолочного вентилятора ступенчато или плавно, включать-выключать люстру вентилятор, включать выключать светильник, выбирать направление вращение лопастей.
- Светильники потолочного вентилятора

Различают потолочные вентиляторы:
Без светильников и без возможности установки какого-либо светильника на корпус вентилятора.
Без светильника с возможностью установки дополнительных светильников как аксессуаров — от 1 до 5 (но иногда до 10-12 штук).
Потолочные вентиляторы со светильником в комплекте от 1 до 5 (но иногда до 10-12 штук), с направлением свечения вверх и вниз.
Как правило, цоколи у люстр вентиляторов — E27 и E14. Предусмотрена возможность использования энергосберегающих ламп.

## Применение потолочных вентиляторов
Потолочные вентиляторы придают воздуху подвижность, похожую на лёгкий ветер (аналог веера). Это классический и не требующий больших затрат способ охлаждения.
Охлаждающий эффект потолочных вентиляторов основан на естественной природной функции человеческого организма охлаждаться за счёт рассеивания тепла в окружающий мир.
Большинство потолочных вентиляторов работают в двух режимах — летнем и зимнем. Для этого предусмотрена функция реверс, позволяющая изменять направление создаваемого лопастями воздушного потока: вниз, к полу или наверх, к потолку. Переключить направление вращения лопастей можно с помощью контроллера или используя переключатель на корпусе вентилятора.
Использование потолочного вентилятора в летний период.
Летом рекомендуется направлять воздушный поток от потолочного вентилятора вниз (обычно это вращение лопастей вентилятора против часовой стрелки, если стоять под потолочником и смотреть вверх). Таким образом, вентилятор «овевает» разгорячённое жарой тело и ускоряет испарение капель пота с кожи, обеспечивая тем самым комфортную прохладу.
Использование потолочного вентилятора в зимний период.
Зимой в высоких и объёмных помещениях наблюдается существенное температурное расслоение воздуха по высоте: тёплый воздух легче холодного и, в соответствии с законами физики, поднимается вверх, скапливаясь в потолочной зоне, в то время как холодный опускается вниз к полу. Чем выше помещение, тем больше разница температур у пола и потолка (при высоте потолка в 6 м перепады температур могут составлять до 10-12°С), и тем существеннее потерянные из-за температурного расслоения затраты энергии на отопление. Поскольку в основном в нижней зоне работают люди, и располагается различное оборудование, то температуру поддерживают именно в ней, при этом перегревая воздух наверху, что и приводит к увеличению теплопотерь здания. Затраты ещё более возрастают, если из верхней зоны этот перегретый воздух удаляется системой вытяжной вентиляции. Поэтому в зимний период рекомендуется направлять воздушный поток от потолочного вентилятора вверх: более холодный воздух начнет подниматься, вытесняя и рассеивая более тёплые слои по потолку, а затем и по стенам. Таким образом, температура в помещении выравнивается, что позволяет существенно снизить затраты на отопление. При этом люди, находящиеся в помещении, не ощущают сильного охлаждающего эффекта.
А также: При низкой установке вентилятора непосредственно над рабочим местом рекомендуется направлять поток воздуха вверх, чтобы избежать дискомфорта при эксплуатации на высоких скоростях.

## Типы потолочных вентиляторов
- Универсальные потолочные вентиляторы (Индустриальные потолочные вентиляторы). Универсальные потолочные вентиляторы предназначены для перемешивания воздуха в любой сезон года в помещениях самого различного назначения — от жилых до промышленных, создавая охлаждающий эффект (летом), либо обеспечивая рекуперацию тепла (зимой).

Как правило такие потолочные вентиляторы оснащены специально спрофилированными металлическими лопастями, обеспечивающими низкий уровень шума при мощном потоке воздуха. Высококачественное с эпоксидными смолами лакокрасочное покрытие вентиляторов делает их устойчивыми к воздействиям окружающей среды.
Энергосберегающий эффект потолочных вентиляторов основан на выравнивании температуры воздуха по высоте помещения. Отопление объёмных и высоких помещений требует много энергии, существенная часть которой из-за расслоения воздуха по температуре теряется в верхней части здания без всякой пользы. Использование потолочных вентиляторов, перемешивающих воздух, позволяет минимизировать разность температур и обеспечивает значительную экономию тепловой энергии (порядка 30-40 %), и комфортную воздушную среду на антресолях и верхних ярусах стеллажей.
- Бытовые потолочные вентиляторы. Данные потолочные вентиляторы не только дарят лёгкую прохладу, но и являются декоративным элементом в помещении. По сравнению с универсальными, бытовые потолочные вентиляторы технически менее эффективны в тех случаях, когда речь идет о рекуперации тепла или об охлаждении высоких и объёмных помещений. Такое снижение технических показателей объясняется так: некоторые аэродинамические тонкости принесены в жертву дизайну. Надо сказать, что потолочные вентиляторы — практически единственное средство, за исключением напольных или настольных вентиляторов, способное создать комфортную атмосферу на открытой веранде или в беседке в жаркую летнюю погоду. Однако, в отличие от напольных и настольных, потолочные вентиляторы не занимают места на полу или столе, не требуют розеток и места для хранения в «не сезон». Потолочные вентиляторы более безопасны по сравнению с настольными и напольными, поскольку располагаются вне зоны нахождения людей. Всё это позволяет и исключить целый ряд неприятных ситуаций, когда можно споткнуться о провод, идущий от вентилятора к розетке, случайно задеть и уронить вентилятор или попасть рукой в зону вращения лопастей. Бытовые потолочные люстры-вентиляторы рекомендуются к применению в домах и квартирах, а также в кафе, ресторанах, гостиницах, конференц-залах и магазинах, в других сравнительно небольших помещениях, где постоянно находятся люди.
- Потолочные вентиляторы уличного применения. Потолочные вентиляторы уличного применения могут устанавливаться на верандах и открытых площадках. При установке данных вентиляторов избегают попадание влаги и воды, несмотря на то, что степень защиты таких вентиляторов достигает IPX5. Уличные потолочники конструируются из материалов, которые могут противостоять холоду, высокой температуре и влажности.
- Энергосберегающие потолочные вентиляторы. Данные потолочные вентиляторы производится по стандарту energy star. Особенное отличие таких потолочников — экономия электроэнергии (до 50 %). Это относительно новый высокоэффективный продукт, который, благодаря применению электродвигателя постоянного тока и специального контроллера управления двигателем, без снижения производительности, потребляет существенно меньше электроэнергии и имеет лучшие характеристики по шуму.

## Расчёт диаметра и необходимого кол-ва вентиляторов
Следует учитывать, что освежающий эффект потолочного вентилятора зависит от целого ряда факторов: от температуры и влажности воздуха, высоты потолочника над полом, положения перегородок, мебели, формы помещения.
Потолочный вентилятор освежает сильнее в круговой зоне у пола, примерно в 2,5 диаметрах в свободном пространстве. Перегородки, касательные к этому кругу, усиливают охлаждающий эффект.
Зная размеры помещения, можно определить необходимое количество потолочных вентиляторов. Границы зон полезной вентиляции должны быть максимально приближены друг к другу, в идеале касаться.

## Особенности установки потолочных вентиляторов ибезопасность
В целях безопасности необходимо соблюдать следующее условие: высота от пола до лопастей вентилятора должна быть не менее 2,3 м во избежания касания лопастей поднятой рукой.
При необходимости изменения высоты подвески вентилятора можно использовать дополнительную штангу — (аксессуар, изготовляется для некоторых моделей). Аксессуар может служить удлинителем стандартно поставляемой штанги или устанавливается вместо неё.
При выборе места для установки вентилятора необходимо убедиться, что в зону вращения лопастей не попадают другие вентиляторы, светильники, дверцы мебели и т. п. конструкции, препятствующие нормальной работе вентилятора.
При установке вентилятора следует учитывать его вес, и крепить его строго к устойчивым потолочным балкам и перекрытиям.

## Параметры, влияющие на эффективность потолочных вентиляторов
Есть несколько параметров или, если хотите, характеристик влияющих на эффективность потолочного вентилятора.
- Производительность потолочного вентилятора — объём воздуха, перемешиваемый потолочным вентилятором в час. Единица измерения: [м³/ч].

Остальные характеристики имеют косвенное значение, но тем не менее без них нельзя составить картину о эффективности люстры вентилятора.
- Диаметр размаха лопастей или длина лопастей — чем больше длина лопастей потолочного вентилятора, тем на большую площадь помещения потолочный вентилятор окажет влияние. Большинство потолочных вентиляторов выпускается с размером лопастей 90 мм, 120 мм, 140 мм, 160мм.
- Ширина лопасти потолочного вентилятора — влияет на производительность потолочного вентилятора. При равных диаметрах лопастей и одинаковой скорости вращения двух потолочников, производительность будет выше у того, у которого ширина лопастей больше. Бывают моменты, когда производительность вентилятора слишком высокая. В таких случаях снижают скорость вращения вентилятора.
- Угол наклона лопасти относительно горизонтальной оси этой лопасти — влияет на производительность потолочного вентилятора: чем больше угол наклона — тем выше производительность. Чем больше угол наклона, тем большие нагрузки испытывает двигатель вентилятора. Максимальная нагрузка на двигатель приходится в случаях максимальных оборотов и при больших углах наклона лопастей. Китайские потолочные вентиляторы изготавливают с углом наклона 9-13°, у средних потолочников угол наклона достигает 15°, у дорогих до 20°.
- Скорость вращения потолочного вентилятора — скорость, с которой вращается двигатель потолочного вентилятора [обороты/мин]. Непосредственно влияет на производительность: чем выше скорость вращение, тем выше производительность.
- Отношение площади поверхности лопасти к воздушной подаче. Чем больше площадь поверхности лопасти, тем больше объём воздуха потолочный вентилятор перемешивает. Однако, если площадь поверхности лопасти слишком большая, между лопастями будет недостаточно места для достаточного «забора» воздуха. У некоторых потолочных вентиляторов с необычно широкими лопастями (например, выполненными в виде листов пальмы) или с кол-вом лопастей больше шести не могут перемешивать необходимое кол-во воздуха. Этим обусловлена их низкая производительность. Данное отношения влияет на производительность от незначительного до существенного (в зависимости от точности измерений). Вопреки широко распространённому мнению, кол-во лопастей напрямую не влияет на производительность потолочных вентиляторов. Большинство трёхлопастных потолочных вентиляторов перемешивает большее кол-во воздуха по сравнению с четырёхлопастными, при условии, что они работают с одной скоростью.
- Высота потолочного вентилятора относительно потолка — если лопасти потолочного вентилятора находятся на достаточно близком расстоянии от потолка, то потолочный вентилятор будет перемешивать меньше воздуха, чем изначально рассчитано. Поэтому стремление установить потолочный вентилятор как можно ближе к потолку, а то и вовсе без штанги, приводит к существенному снижению производительности. Расстояние, на котором вентилятор должен быть установлен от потолка, непосредственно связано с его движущимся воздушным потенциалом. Для достижения максимальной производительности производители потолочных вентиляторов рекомендуют выбирать расстояние от потолка до лопастей не менее 610мм. В домашних условиях данные расстояния невозможны (исходя из высоты потолков и техники безопасности), зато легко применимы к складским, индустриальным помещениям.

В дополнение ко всем вышеупомянутым параметрам есть и другие параметры, влияющие на эффективность потолочного вентилятора.
- Высота потолочного вентилятора относительно наблюдателя — чем ближе потолочный вентилятор находится к наблюдателю, тем больше воздушного потока будет ощущать на себе этот наблюдатель.
- Угол наклона лопастей потолочного вентилятора относительно вертикальной оси — некоторые производители потолочных вентиляторов конструируют свои лопасти таким образом, чтобы угол наклона был отрицательным, то есть угол между штангой и лопастью был меньше 90°. Данная конструкция позволяет увеличить область комнаты, на которое потолочный вентилятор оказывает прямое воздействие и увеличить эффективность вентилятора, воспринимаемую людьми, расположенными по углам комнаты, а также снижает воздействие на людей, находящихся непосредственно под потолочником.
- Влажность в помещении — так как основная задача потолочного вентилятора создание охлаждающего эффекта, то есть испарение влажности (и пот, и влажность в помещении), то можно говорить, что эффективность работы потолочного вентилятора непосредственно связана с изменением влажности в помещении. В помещения с пониженной влажностью потолочный вентилятор имеет меньшую эффективность нежели в помещениях с повышенной влажностью. Это свойство явно проявляется в холодных влажных помещениях.

## Городские легенды о потолочном вентиляторе
Существует городская легенда о том, что потолочный вентилятор может отрезать голову человеку, случайно прыгнувшему на него. Это невозможно, так как лопасти вентилятора слишком лёгкие и не способны нанести человеку больший вред, чем ушибы и царапины. Эта легенда опровергнута в Разрушителях легенд (2 сезон), выпуск № 24.
Кроме того, в Южной Корее ходят легенды о том, что включённый на всю ночь в закрытом помещении вентилятор может сжигать кислород, выделять ядовитые вещества или приводить к переохлаждению. В опровержение можно сказать, что электродвигатель не требует кислорода для работы, максимум что он может выделять — небольшое количество озона при использовании коллекторного электродвигателя. Кроме того, вентилятор сам по себе не охлаждает воздух, а всего лишь создаёт воздушные потоки, облегчающие естественный теплообмен организма за счёт испарения пота.